# Forte de Nossa Senhora da Piedade de Solor

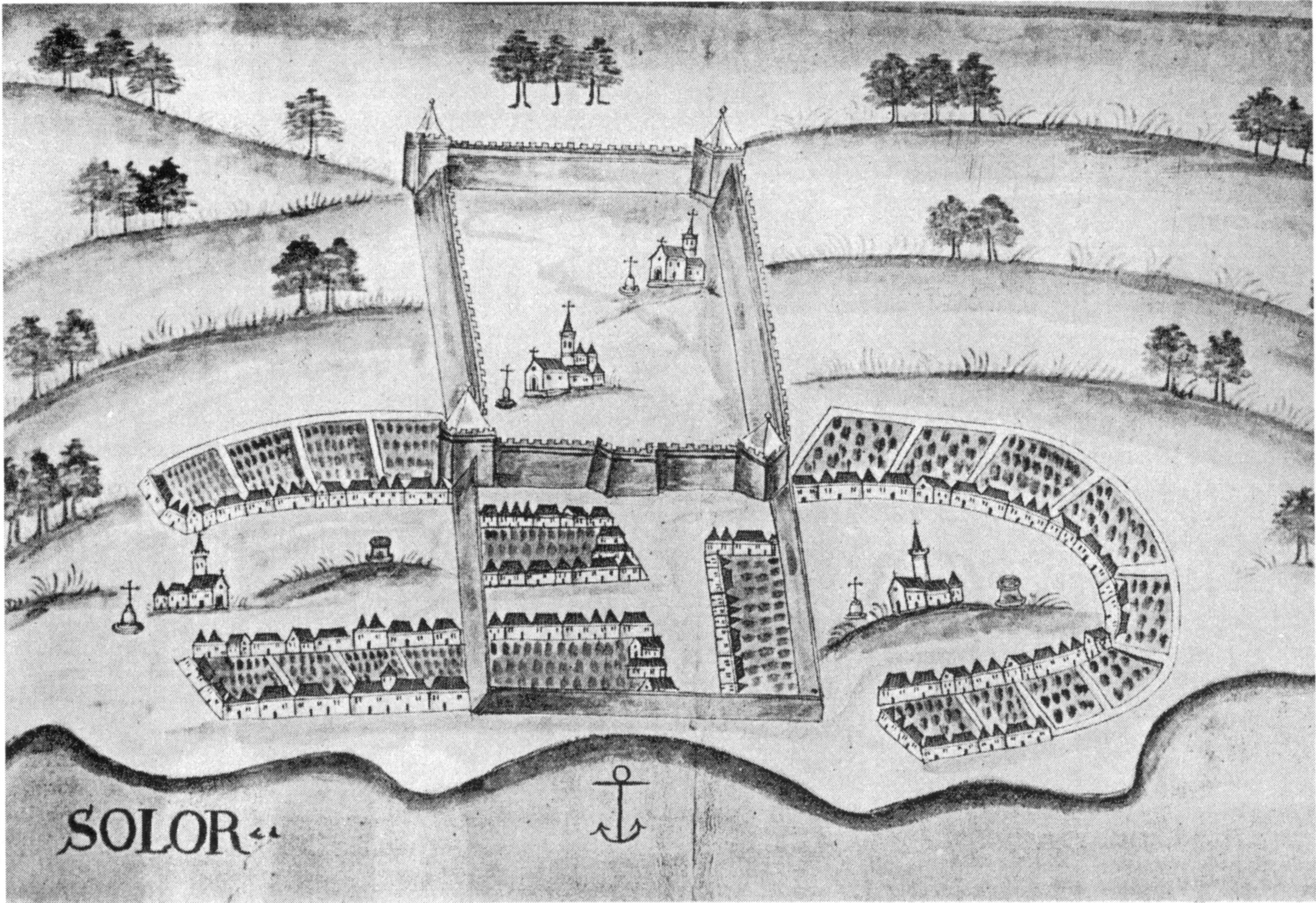
Fortaleza de Solor (Teodoro de Matos, "Timor Português 1515-1769".)

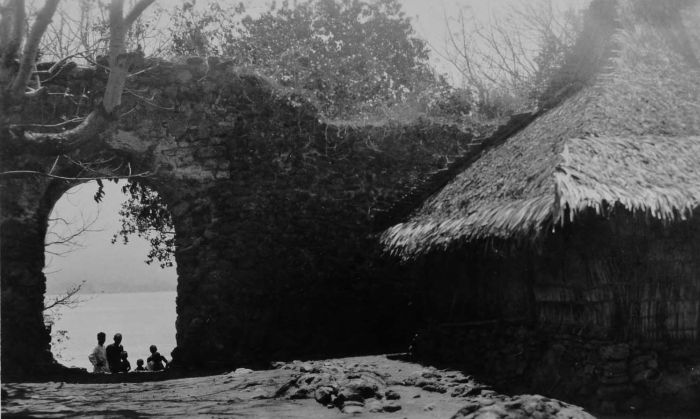
Forte de Solor: remanescentes em fotografia da década de 1930.

O Forte de Nossa Senhora da Piedade de Solor, também referido como Fortaleza de Solor, localiza-se na ilha de Solor, no arquipélago das Pequenas Ilhas da Sonda, na Indonésia.

## História
A partir de 1520 os Portugueses estabeleceram uma feitoria na povoação costeira de Lemakera, no extremo leste da ilha de Solor, principal entreposto do sândalo proveniente de Timor e escala na navegação entre as Molucas e Malaca. [carece de fontes?]
Por volta de 1562, quatro missionários dominicanos vindos de Malaca no anterior, ao estabelecerem uma Missão próximo a Lawayong, a oeste de Lamakera, ergueram uma tranqueira em madeira (troncos de palmeira) para se protegerem dos ataques dos nativos islamizados, hostis aos portugueses e à sua religião. No ano seguinte, esta defesa foi incendiada durante um ataque, vindo a ser reconstruída. Por sua precariedade, oferecendo parca defesa aos cristãos na ilha, e tendo estado, pelo menos em uma vez, na iminência de cair em poder dos javaneses, frei António da Cruz decidiu substituí-la por uma obra de pedra e cal. As obras terão sido iniciadas em 1566.
Em 1585, no contexto da Dinastia Filipina, seguindo instruções régias, o vice-rei da Índia evocou à sua jurisdição a Fortaleza de Solor, construída e guarnecida pelos Dominicanos.
Por volta de 1590 o número de Portugueses e da população cristã na ilha elevava-se a 25.000 almas. Os choques entre as populações islâmica e cristã continuavam, sendo necessário, por exemplo, em 1598-1599, a intervenção de uma armada com 90 navios para controlar uma revolta na ilha.
A esta altura também se registavam choques entre os religiosos e os comerciantes portugueses, de modo a que estes últimos abandonaram a ilha e estabeleceram-se em Larantuka na ilha das Flores.
A 27 de janeiro de 1613, uma armada da Companhia Neerlandesa das Índias Orientais (VOC), surgiu diante de Solor. No forte encontravam-se 30 portugueses e mil nativos sob o comando do capitão Manuel Álvares. Após um assédio de três meses, o forte caiu a 18 de abril de 1613.
Os Neerlandeses mantiveram o forte, renomeando-o como Fort Henricus, mas não lograram obter lucros, dada a proximidade do porto Português. Após a deserção de dois comandantes para o lado Português, desistem de Solor (1629). O abandono do forte levou à sua reocupação pelos Dominicanos, sob comando de frei Miguel Rangel.
Em 1636, um novo ataque Neerlandês faz desembarcar cerca de 200 arcabuzeiros que, após algumas semanas ocupam o forte e expulsam da ilha os Dominicanos. Neste momento, os portugueses passam a concentrar os seus recursos na criação de um estabelecimento em Timor, ilha de onde provinha a madeira de sândalo, principal riqueza da região e razão pela qual se haviam fixado em Solor.
Em 1646 os Neerlandeses ocuparam o forte novamente. O primeiro dos novos comandantes foi suspenso, porque ter desposado uma mulher indígena. O segundo comandante desafiou o comandante Português para um duelo e foi morto. Em 1648 os Neerlandeses abandonam uma vez mais o forte e os dominicanos retornam.
Em nossos dias os remanescentes do forte encontram-se cobertos pela vegetação, e a população ergueu as suas casas sobre as antigas fundações. Algumas paredes ainda se encontram de pé e, na antiga entrada, jazem por terra duas peças de artilharia abandonadas.

## Características
A fortificação foi erguida sobre uma elevação escarpada, dominando um ancoradouro capaz de receber navios de alto bordo. De planta quadrangular contava com três baluartes voltados para o lado do mar e dois para o lado de terra, dada a hostilidade das populações semi-islamizadas da ilha, hostis aos portugueses. Tendo sido erguida por religiosos, compreendia dependências para dormitório dos mesmos e uma igreja, sob a invocação de Nossa Senhora da Piedade. O capitão, que desde 1585 passou a ser nomeado pela Coroa, residia num dos torreões com porta para o exterior.